# 本原元定理
在数学中，本原元定理精确刻画了什么时候对于一个域扩张E/F，E可以表示为{\displaystyle F(\alpha )}的形式，即E可以由单个元素生成。

## 定理
一个有限扩张E/F有本原元，即存在{\displaystyle \alpha }使得{\displaystyle E=F(\alpha )}，当且仅当E和F之间只有有限个中间域。

## 证明
如果{\displaystyle F}是有限域，由于{\displaystyle E/F}是有限扩张，推得{\displaystyle E}也是有限域。但是由于有限域的乘法群是循环群，任取这个乘法群的一个生成元，{\displaystyle E}可以由这个生成元生成。所以在{\displaystyle F}是有限域的情况下，定理左右两边恒为真。
如果{\displaystyle F}是无限域，但是只有有限个中间域。
先证明一个引理：假设{\displaystyle E=F(\alpha ,\beta )}并且{\displaystyle E}和{\displaystyle F}之间只有有限个中间域，那么存在一个{\displaystyle \gamma \in E}使得{\displaystyle E=F(\gamma )}。引理的证明如下：当{\displaystyle c}取遍{\displaystyle F}的时候，对于每一个{\displaystyle c}可以做一个中间域{\displaystyle F(\alpha +c\beta )}。但是由假设，只有有限个中间域，因此必定存在{\displaystyle c_{1},c_{2}\in F,c_{1}\neq c_{2}}使得{\displaystyle F(\alpha +c_{1}\beta )=F(\alpha +c_{2}\beta )}。由于{\displaystyle \alpha +c_{1}\beta ,\alpha +c_{2}\beta }都在这个域里，推得{\displaystyle (c_{1}-c_{2})\beta }也在这个域里。由于{\displaystyle c_{1}\neq c_{2}}，推得{\displaystyle \beta }在这个域里，于是{\displaystyle \alpha }也在这个域里，因此{\displaystyle E=F(\alpha ,\beta )\subseteq F(\alpha +c_{1}\beta )\subseteq F(\alpha ,\beta )}，于是{\displaystyle E=F(\alpha +c_{1}\beta )}。引理证毕。
由于有限扩张总是有限生成的，推得{\displaystyle E=F(\alpha _{1},\alpha _{2},...,\alpha _{n})}（对于{\displaystyle \alpha _{1},\alpha _{2},...,\alpha _{n}\in E}）。利用归纳法以及引理可以得出，如果{\displaystyle E/F}之间只有有限个中间域，那么{\displaystyle E}可以由单个元素生成。
而如果{\displaystyle E=F(\alpha )}，假设{\displaystyle f(x)=irr(\alpha ,F,x)}是{\displaystyle \alpha }在{\displaystyle F}上的极小多项式，{\displaystyle K}是任意一个中间域，{\displaystyle g_{K}(x)=irr(\alpha ,K,x)}是{\displaystyle \alpha }在{\displaystyle K}上的极小多项式。显然{\displaystyle g_{K}(x)|f(x)}。由于域上的多项式环是唯一分解环，{\displaystyle f(x)}只有有限个因子。而对于每一个{\displaystyle g_{K}(x)|f(x)}，如果{\displaystyle g_{K}(x)}写作{\displaystyle g_{K}(x)=\sum _{k=0}^{n}c_{i}x^{i}}，并令{\displaystyle K_{0}=F(c_{1},c_{2},...,c_{n})}。显然{\displaystyle K_{0}}是{\displaystyle K}的一个子域，因此{\displaystyle g_{K}(x)}在{\displaystyle K_{0}}上依然是不可约的。而同时{\displaystyle E=F(\alpha )=K(\alpha )=K_{0}(\alpha )}，因此可以得到{\displaystyle [E:K]=[E:K_{0}]=deg(g_{K})=n}。这样立即推{\displaystyle K_{0}=K}，于是任何一个中间域{\displaystyle K}对应唯一的一个{\displaystyle f(x)}的因子{\displaystyle g_{K}}。于是中间域个数小于因子的个数。但因子个数是有限的，因此中间域个数有限。证毕。

## 推论
- 由于有限可分扩张只有有限个中间域，由本原元定理立刻推出这个扩张有单个生成元